# Composizioni di Edward Elgar

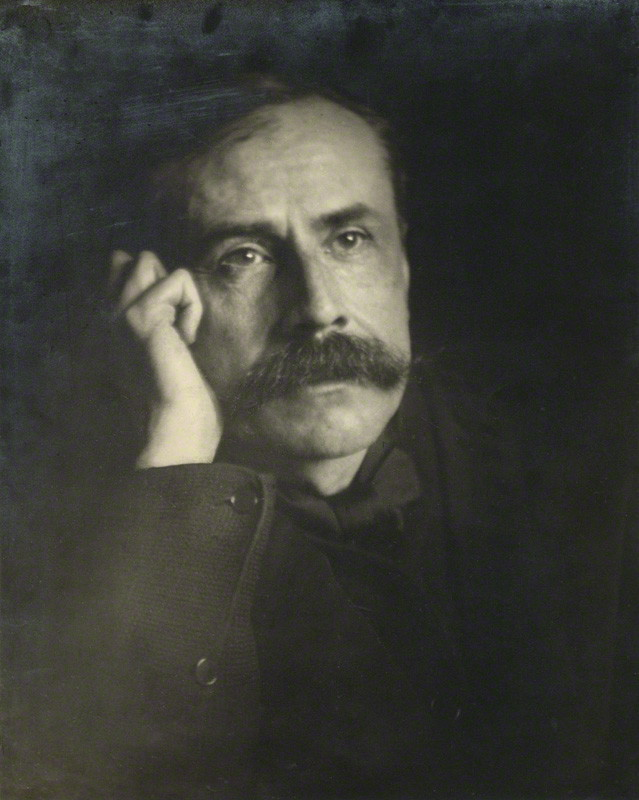
Edward Elgar, nel 1903 c.ca

La tabella seguente mostra tutte le composizioni conosciute di Edward Elgar.
Le opere sono mostrate in ordine di numero di opus (Opp. 1–90), seguite da quelle senza numero di opus, in ordine di data (1867-1933).
L'elenco è completo e comprende anche le opere non terminate e quelle non pubblicate.

## Composizioni
| Op.  | Anno      | Titolo                                                           | Genere           | Note | Dedica | Parole                                         | Editore                                                          |
| ---- | --------- | ---------------------------------------------------------------- | ---------------- | --- | --- | ---------------------------------------------- | ---------------------------------------------------------------- |
| 1    | 1878      | Romance                                                          | camera           | violino e pianoforte, anche con orchestra | Oswin Grainger | —                                              | Schott                                                           |
| 1a   | 1907      | The Wand of Youth, Suite No. 1                                   | orchestrale      | da una musica scritta nel 1867–71 1. Overture 2. Serenade 3. Minuet (Old Style) 4. Sun Dance 5. Fairy Pipers 6. Slumber Scene 7. Fairies and Giants | C. Lee Williams | —                                              | Novello                                                          |
| 1b   | 1908      | The Wand of Youth, Suite No. 2                                   | orchestrale      | da una musica scritta nel 1867–71 1. March 2. The Little Bells (Scherzino) 3. Moths and Butterflies (Dance) 4. Fountain Dance 5. The Tame Bear 6. The Wild Bears | Hubert A. Leicester | —                                              | Novello                                                          |
| 2    | 1887      | Three motets / anthems                                           | chiesa           | coro ed organo, pub. 1902-07 1. "Ave verum corpus"/"Jesu, Word of God Incarnate" 2. "Ave Maria"/"Jesu, Lord of Life and Glory" 3. "Ave Maris Stella"/"Jesu, Meek and Lowly" | — | —                                              | Novello                                                          |
| 2.1  | 1902      | "Ave verum corpus" / "Jesu, Word of God Incarnate"               | chiesa           | mottetto/inno coro ed organo, scritto nel 1887 | 'In Memoriam – W. A. obit 27 gennaio 1887.' (William Allen) | Inno Eucaristico                               | Novello                                                          |
| 2.2  | 1907      | "Ave Maria" / "Jesu, Lord of Life and Glory"                     | chiesa           | mottetto/inno coro ed organo, scritto nel 1887 | Mrs Hubert A. Leicester | Inno Eucaristico                               | Novello                                                          |
| 2.3  | 1907      | "Ave Maris Stella" / "Jesu, Meek and Lowly"                      | chiesa           | mottetto/inno coro ed organo, scritto nel 1887 | Rev. Canon Dolman, O.S.B., Hereford | Inno Eucaristico                               | Novello                                                          |
| 3    | 1912      | Cantique                                                         | tastiera         | organo, in origine un quintetto di fiati Andante Arioso da Harmony Music n. 7 (1881), arr. per organo e per orchestra | Hugh Blair | —                                              | Novello                                                          |
| 4    | 1883      | Tre pezzi                                                        | camera           | violino e pianoforte 1. Idylle (Esquisse Façile) 2. Pastourelle 3. Virelai | — | —                                              | —                                                                |
| 4.1  | 1883      | Idylle (Esquisse Façile)                                         | camera           | violino e pianoforte | E. E., Inverness | —                                              | Beare, Ashdown                                                   |
| 4.2  | 1883      | Pastourelle                                                      | camera           | violino e pianoforte | Miss Hilda Fitton, Malvern | —                                              | Swan, Novello                                                    |
| 4.3  | 1883      | Virelai                                                          | camera           | violino e pianoforte | Frank W. Webb | —                                              | Swan, Novello                                                    |
| 5    | 1903      | Due canzoni                                                      | canzone          | voce e pianoforte 1. "A War Song" 2. sconosciuto | — | —                                              | —                                                                |
| 5.1  | 1903      | "A War Song"                                                     | canzone          | voce e pianoforte, in origine "A Soldier’s Song" (1884) | F. G. P., Worcester (Frederick G. Pedley) | C. Flavell Hayward                             | Boosey                                                           |
| 5.2  | 1903      | sconosciuto                                                      | canzone          | voce e pianoforte | — | —                                              | —                                                                |
| 6    | 1878–81   | Wind Quintets                                                    | camera           | quintetto di fiati: 2 flauti, oboe, clarinetto e fagotto/violoncello vedi Op. 6.1 — Op. 6.6 1. Six Promenades 2. Harmony Music, numbered 1 to 7 3. Five Intermezzos 4. Four Dances 5. Andante con Variazioni "Evesham Andante" 6. Adagio Cantabile "Mrs. Winslow's soothing syrup" pubb. post., prima esec. 1934, vedi anche Peckham March (1877) per lo stesso gruppo | — | —                                              | —                                                                |
| 6.1  | 1878      | Six Promenades                                                   | camera           | quintetto di fiati: 2 flauti, oboe, clarinetto e fagotto/violoncello 1. Moderato e molto maestoso 2. Moderato ”Madame Taussaud's"[sic] 3. Presto 4. Andante "Somniferous" 5. Allegro molto 6. Allegro Maestoso "Hell and Tommy" | — | —                                              | Belwin                                                           |
| 6.2  | 1878–81   | Harmony Music                                                    | camera           | quintetto di fiati: 2 flauti, oboe, clarinetto e fagotto/violoncello, tranne Harmony Music 7 che ha parti per violino nelle prime due sezioni. 1. Allegro Molto (1878) 2. Allegro non tanto (1878) 3. (Allegro) (1878, incomplete) 4. Allegro molto "The Farm Yard" (1879) 5. Allegro moderato "The Mission"; Menuetto and Trio; Andante "Noah's Ark"; Finale (Allegro) (1879) 6. Allegro Molto (1879) 7. Allegro; Scherzo; Andante Arioso (1881) | Frank Exton (No. 1) W. B. Leicester (2) Frank Elgar (3) | —                                              | Belwin                                                           |
| 6.3  | 1879      | Five Intermezzos                                                 | camera           | quintetto di fiati: 2 flauti, oboe, clarinetto e fagotto/violoncello 1. Allegro moderato "The Farmyard" 2. Adagio Solenne 3. Allegretto "Nancy" 4. Andante con moto 5. Allegretto | — | —                                              | Belwin                                                           |
| 6.4  | 1879      | Four Dances                                                      | camera           | quintetto di fiati: 2 flauti, oboe, clarinetto e fagotto/violoncello 1. Menuetto 2. Gavotte "The Alphonsa" 3. Sarabande – Largo 4. Gigue – Allegro | — | —                                              | Belwin                                                           |
| 6.5  | 1879      | Andante con Variazione "Evesham Andante"                         | camera           | quintetto di fiati: 2 flauti, oboe, clarinetto e fagotto/violoncello | 'H. A. L.' (Hubert Leicester) | —                                              | —                                                                |
| 6.6  | 1879      | Adagio Cantabile "Mrs Winslow's soothing syrup"                  | camera           | quintetto di fiati: 2 flauti, oboe, clarinetto e fagotto/violoncello | — | —                                              | Belwin                                                           |
| 7    | 1884      | Sevillaña                                                        | orchestrale      | — | W. C. Stockley | —                                              | Tuckwood, Ascherberg                                             |
| 8    | 1888      | Quartetto                                                        | camera           | quartetto d'archi, distrutto | — | —                                              | —                                                                |
| 9    | 1884?     | Violin Sonata                                                    | camera           | violino e pianoforte, distrutto | — | —                                              | —                                                                |
| 10   | 1899      | Three Characteristic Pieces                                      | orchestrale      | 1. Mazurka 2. Sérénade Mauresque 3. Contrasts: The Gavotte A.D. 1700 e 1900 | Lady Mary Lygon | —                                              | Novello                                                          |
| 10.1 | 1899      | Mazurka                                                          | orchestrale      | — | Lady Mary Lygon | —                                              | Novello                                                          |
| 10.2 | 1899      | Sérénade Mauresque                                               | orchestrale      | — | Lady Mary Lygon | —                                              | Novello                                                          |
| 10.3 | 1899      | Contrasts: The Gavotte A.D. 1700 and 1900                        | orchestrale      | — | Lady Mary Lygon | —                                              | Novello                                                          |
| 11   | 1894      | Sursum corda (Élévation)                                         | orchestrale      | archi, ottoni, timpani e organo | H. Dyke Acland, Malvern | —                                              | Schott                                                           |
| 12   | 1888      | Salut d'Amour (Liebesgruss)                                      | camera           | violino e pianoforte anche per pianoforte, orchestra e numerosi arrangiamenti | à Carice (C. Alice Elgar) | —                                              | Schott                                                           |
| 13   | 1889–90   | Due pezzi                                                        | camera           | violino e pianoforte 1. Mot d'Amour (1889) 2. Bizarrerie (1890) | — | —                                              | —                                                                |
| 13.1 | 1889      | Mot d'Amour                                                      | camera           | violino e pianoforte prima pubb. come Liebesahnung, brano compagno di Liebesgruss | Alice (C. Alice Elgar) | —                                              | Ascherberg                                                       |
| 13.2 | 1890      | Bizarrerie                                                       | camera           | violino e pianoforte | Fred Ward | —                                              | Ascherberg                                                       |
| 14   | 1890      | Vesper Voluntaries                                               | tastiera         | organo Introduzione, 1. Andante, 2. Allegro, 3. Andantino (dal Quartetto in re, 1888), 4. Allegro piacevole, 5. Poco lento, 6. Moderato, 7. Allegretto pensoso, 8. Poco allegro, Coda | Mrs W. A. Raikes | —                                              | Ascherberg                                                       |
| 15   | 1897–99   | Due pezzi                                                        | camera           | violino e pianoforte 1. Chanson de Nuit 2. Chanson de Matin | — | —                                              | —                                                                |
| 15.1 | 1897      | Chanson de Nuit                                                  | camera           | violino e pianoforte, anche orchestra (1899), numerosi arrangiamenti | F. Ehrke, M.D. | —                                              | Novello                                                          |
| 15.2 | 1899      | Chanson de Matin                                                 | camera           | violino e pianoforte, anche orchestra (1901), numerosi arrangiamenti | — | —                                              | Novello                                                          |
| 16   | 1885–94   | Tre canzoni                                                      | canzone          | voce e pianoforte, ripubblicato nel 1907 in Seven Lieder 1. "The Shepherd's Song" (1892) 2. "Through the Long Days" (1885) 3. "Rondel" (1894) | — | —                                              | —                                                                |
| 16.1 | 1892      | "The Shepherd's Song"                                            | canzone          | voce e pianoforte, ripubblicato nel 1907 in Seven Lieder | — | Barry Pain                                     | Tuckwood, Ascherberg                                             |
| 16.2 | 1885      | "Through the Long Days"                                          | canzone          | voce e pianoforte, ripubblicato nel 1907 in Seven Lieder | — | John Hay                                       | Weber, Ascherberg                                                |
| 16.3 | 1894      | "Rondel"                                                         | canzone          | voce e pianoforte, ripubblicato nel 1907 in Seven Lieder | — | Longfellow, dopo Froissart                     | Ascherberg                                                       |
| 17   | 1891      | La Capricieuse                                                   | camera           | violino e pianoforte | Fred Ward | —                                              | Breitkopf & Härtel                                               |
| 18   | 1890      | Tre brani a più voci                                             | canto polifonico | SATB non accomp. 1. "O Happy Eyes" 2. "Love" 3. "My Love Dwelt in a Northern Land" | — | —                                              | Novello                                                          |
| 18.1 | 1890      | "O Happy Eyes"                                                   | canto polifonico | SATB non accomp. | — | C. Alice Elgar                                 | Novello                                                          |
| 18.2 | 1890      | "Love"                                                           | canto polifonico | SATB non accomp. | C. A. E. (C. Alice Elgar) | Arthur Maquarie                                | Novello                                                          |
| 18.3 | 1890      | "My Love Dwelt in a Northern Land"                               | canto polifonico | SATB non accomp. | Rev. J. Hampton | Andrew Lang                                    | Novello                                                          |
| 19   | 1890      | Froissart                                                        | orchestrale      | ouverture per concerto | — | —                                              | Novello                                                          |
| 20   | 1888–92   | Serenata per archi                                               | orchestrale      | orchestra d'archi, versione rivista di Three Pieces for orchestra d'archi 1. Allegro piacevole 2. Larghetto 3. Allegretto | W. H. Whinfield | —                                              | Breitkopf & Härtel                                               |
| 21   | 1899      | Minuet                                                           | orchestrale      | in origine per pianoforte 1897 | Paul Kilburn | —                                              | Joseph Williams                                                  |
| 22   | 1892      | Very Melodious Exercises in the First Position                   | camera           | violino e pianoforte | May Grafton | —                                              | Chanot, Laudy                                                    |
| 23   | 1892      | "Spanish Serenade"                                               | canto polifonico | "Stars of the Summer Night". SATB acc. 2 violini e pianoforte, anche acc. orchestra 1893 | — | Longfellow                                     | Novello                                                          |
| 24   | 1892      | Études caractéristiques                                          | camera           | violino solo | Adolphe Pollitzer | —                                              | Chanot                                                           |
| 25   | 1889–92   | The Black Knight                                                 | corale           | sinfonia/cantata per coro e orchestra, poesia di Uhland, tr. Longfellow | Hugh Blair | Longfellow                                     | Novello                                                          |
| 26   | 1894      | Due brani a più voci                                             | canto polifonico | SSA acc. 2 violini e pianoforte 1. "The Snow" 2. "Fly, Singing Bird" | Mrs E. B. Fitton, Malvern | C. Alice Elgar                                 | Novello                                                          |
| 26.1 | 1894      | "The Snow"                                                       | canto polifonico | SSA acc. 2 violini e pianoforte, anche altri arrangiamenti vocali e con orchestra | Mrs E. B. Fitton, Malvern | C. Alice Elgar                                 | Novello                                                          |
| 26.2 | 1894      | "Fly, Singing Bird"                                              | canto polifonico | SSA acc. 2 violini e pianoforte, anche altri arrangiamenti vocali e con orchestra | Mrs E. B. Fitton, Malvern | C. Alice Elgar                                 | Novello                                                          |
| 27   | 1895–96   | From the Bavarian Highlands                                      | corale           | canti corali SATB e orchestra 1. "The Dance" (Sonnenbichl) 2. "False Love" (Wamberg) 3. "Lullaby" (In Hammersbach) 4. "Aspiration" (Bei Sankt Anton) 5. "On the Alm" 'True Love'(Hoch Alp) 6. "The Marksmen (Bei Murnau)" Nos. 1, 3 e 6 arr. per orchestra come Three Bavarian Dances | Mr e Mrs Henry Slingsby Bethell, Garmisch, Bavaria | C. Alice Elgar, adattato da Bavarian folksongs | Joseph Williams                                                  |
| 27   | 1898      | Tre danze bavaresi                                               | orchestrale      | canzoni From the Bavarian Highlands arrangiate per orchestra 1. "The Dance" (Sonnenbichl) 2. "Lullaby" (In Hammersbach) 3. "The Marksmen (Bei Murnau)" anche per pianoforte solista, violino e pianoforte | — | —                                              | Joseph Williams                                                  |
| 28   | 1898      | Sonata per organo in sol                                         | tastiera         | organo | Dr. C. Swinnerton Heap | —                                              | Breitkopf                                                        |
| 29   | 1896      | The Light of Life                                                | corale           | (Lux Christi) soprano, contralto, tenore e basso solisti, coro e orchestra | Dr. C. Swinnerton Heap | Rev. E. Capel-Cure, adattato dalle Scritture   | Novello                                                          |
| 30   | 1896      | Scenes from The Saga of King Olaf                                | corale           | cantata per soprano, tenore e basso solisti, coro e orchestra incl. brano a più voci "As torrents in summer" pub. separatamente | — | Longfellow e Harry Arbuthnot Acworth           | Novello                                                          |
| 31   | 1900      | Due canzoni                                                      | canzone          | voce e pianoforte 1. "After" 2. "A Song of Flight" | — | —                                              | —                                                                |
| 31.1 | 1900      | "After"                                                          | canzone          | voce e pianoforte | — | Philip Bourke Marston                          | Boosey                                                           |
| 31.2 | 1900      | "A Song of Flight"                                               | canzone          | voce e pianoforte | — | Christina Rossetti                             | Boosey                                                           |
| 32   | 1897      | Imperial March                                                   | orchestrale      | per il Giubileo di diamante della salita al trono della regina, anche arr. per piano | per H.M. Regina Vittoria Victoria | —                                              | Novello                                                          |
| 33   | 1897      | The Banner of St. George                                         | corale           | ballata per coro e orchestra | — | Shapcott Wensley                               | Novello                                                          |
| 34   | 1897      | Te Deum and Benedictus                                           | chiesa           | coro ed organo | — | Hymn Benedictus (Song of Zechariah)            | Novello                                                          |
| 35   | 1897–98   | Caractacus                                                       | corale           | cantata per soprano, tenore, baritono e basso solisti, coro e orchestra | H.M. Regina Vittoria Victoria | H. A. Acworth                                  | Novello                                                          |
| 36   | 1899      | Variazioni su un tema originale (Enigma)                         | orchestrale      | Tema Enigma (andante) I. C.A.E. (andante) II. H.D.S.-P. (allegro) III. R.B.T. (allegretto) IV. W.M.B. (allegro di molto) V. R.P.A. (moderato) VI. Ysobel (andantino) VII. Troyte (presto) VIII. W.N. (allegretto) IX. Nimrod (adagio) X. Intermezzo, Dorabella (allegretto) XI. G.R.S. (allegro di molto) XII. B.G.N. (andante) XIII. Romanza "***" (moderato) Finale E.D.U. (allegro) | 'Ai miei amici raffigurati all'interno': Caroline Alice Elgar Hew David Steuart-Powell Robert Baxter Townshend William Meath Baker Richard Penrose Arnold Isabel Fitton Arthur Troyte Griffith Winifred Norbury August Jaeger Dora Penny George Robertson Sinclair Basil George Nevinson Lady Mary Lygon Edward Elgar | —                                              | Novello                                                          |
| 37   | 1897–99   | Sea Pictures                                                     | canzone          | ciclo di canzoni per contralto o mezzosoprano e orchestra (o piano) 1. "Sea-Slumber Song" 2. "In Haven (Capri)" 3. "Sabbath Morning at Sea" 4. "Where Corals Lie" 5. "The Swimmer" | — | —                                              | Boosey                                                           |
| 37.1 | 1899      | "Sea-Slumber Song"                                               | canzone          | da Sea Pictures contralto o mezzosoprano e orchestra (o pianoforte) | — | Hon. Roden Noel                                | Boosey                                                           |
| 37.2 | 1899      | "In Haven (Capri)"                                               | canzone          | da Sea Pictures contralto o mezzosoprano e orchestra (o pianoforte) pub. 1897 come Love alone will stay | — | C. Alice Elgar                                 | Boosey                                                           |
| 37.3 | 1899      | "Sabbath Morning at Sea"                                         | canzone          | da Sea Pictures contralto o mezzosoprano e orchestra (o pianoforte) | — | Elizabeth Barrett Browning                     | Boosey                                                           |
| 37.4 | 1899      | "Where Corals Lie"                                               | canzone          | da Sea Pictures contralto o mezzosoprano e orchestra (o pianoforte) | — | Richard Garnett                                | Boosey                                                           |
| 37.5 | 1899      | "The Swimmer"                                                    | canzone          | da Sea Pictures contralto o mezzosoprano e orchestra (o pianoforte) | — | Adam Lindsay Gordon                            | Boosey                                                           |
| 38   | 1899–1900 | Il sogno di Geronte                                              | corale           | per mezzosoprano, tenore e basso solisti, coro e orchestra | A.M.D.G. | Cardinal Newman                                | Novello                                                          |
| 39   | 1901–30   | Pomp and Circumstance Marches                                    | orchestrale      | 1. in re (1901) 2. in la minore (1901) 3. in do minore (1904) 4. in sol (1907) 5. in do (1930) 6. schizzi | — | —                                              | —                                                                |
| 39.1 | 1901      | Pomp and Circumstance March No. 1 in re                          | orchestrale      | il trio contiene la melodia nota come Land of Hope and Glory | A. E. Rodewald e i membri della Liverpool Orchestral Society | —                                              | Boosey                                                           |
| 39.2 | 1901      | Pomp and Circumstance March No. 2 in la minore                   | orchestrale      | — | Granville Bantock | —                                              | Boosey                                                           |
| 39.3 | 1904      | Pomp and Circumstance March No. 3 in do minore                   | orchestrale      | — | Ivor Atkins | —                                              | Boosey                                                           |
| 39.4 | 1907      | Pomp and Circumstance March No. 4 in sol                         | orchestrale      | nel 1940 su parole di A. P. Herbert col titolo Song of Liberty | G. R. Sinclair | —                                              | Boosey                                                           |
| 39.5 | 1930      | Pomp and Circumstance March No. 5 in do                          | orchestrale      | — | Dr. Percy C. Hull, Hereford | —                                              | Boosey                                                           |
| 39.6 | 1930      | Pomp and Circumstance March No. 6 in sol minore                  | orchestrale      | "elaborato" da schizzi di Anthony Payne, 2006 | — | —                                              | Boosey                                                           |
| 40   | 1900–01   | Cockaigne (In London Town)                                       | orchestrale      | concerto-ouverture | 'My friends, the Members of British Orchestras' | —                                              | Boosey                                                           |
| 41   | 1901      | Due canzoni                                                      | canzone          | 1. "In the Dawn" 2. "Speak, Music!" | — | —                                              | —                                                                |
| 41.1 | 1901      | "In the Dawn"                                                    | canzone          | voce e pianoforte | — | A. C. Benson                                   | Boosey                                                           |
| 41.2 | 1901      | "Speak, Music!"                                                  | canzone          | voce e pianoforte | Mrs E. Speyer, Ridghurst | A. C. Benson                                   | Boosey                                                           |
| 42   | 1901      | Grania and Diarmid                                               | musiche di scena | musica per uno spettacolo di George Moore e W. B. Yeats, per orchestra e contralto solista 1. Incidental Music and Funeral March 2. Canzone, "There are seven that pull the thread" | Henry J. Wood | —                                              | Novello                                                          |
| 42.1 | 1901      | Incidental Music and Funeral March                               | musiche di scena | musica per orchestra, per una commedia Grania and Diarmid di George Moore e W. B. Yeats | Henry J. Wood | —                                              | Novello                                                          |
| 42.2 | 1901      | "There are seven that pull the thread"                           | canzone          | per contralto solista e orchestra, per una commedia Grania and Diarmid di George Moore e W. B. Yeats | Henry J. Wood | W. B. Yeats                                    | Novello                                                          |
| 43   | 1902      | Dream Children                                                   | orchestrale      | Enfants d'un Rêve due brani per piccola orchestra, dopo Charles Lamb, anche per pianoforte 1. Andante 2. Allegretto piacevole | — | —                                              | Joseph Williams, Schott                                          |
| 44   | 1902      | Coronation Ode                                                   | corale           | per soprano, contralto, tenore e basso solisti, coro SATB e orchestra I. "Crown the King", per solisti e coro II(a). "The Queen", per coro II(b). "Daughter of ancient Kings", per coro III. "Britain, ask of thyself", per basso solista e coro maschile IV (a). "Hark upon the hallowed air", per soprano e tenore solisti IV(b). "Only let the heart be pure", per soprano, contralto, tenore e basso solisti V. "Peace, gentle peace", per soprano, contralto, tenore e basso solisti e coro non accompagnato VI. Finale "Land of Hope and Glory", per contralto solo, con coro (canzone separata 1902) | Re Edoardo VII | A. C. Benson                                   | Boosey                                                           |
| 45   | 1902      | Five Partsongs from the Greek Anthology                          | canto polifonico | TTBB, parole tr. dall'Antologia greca 1. "Yea, cast me from height of the mountains" 2. "Whether I find thee" 3. "After many a dusty mile" 4. "It's oh! to be a wild wind" 5. "Feasting I watch" | Sir Walter Parratt | —                                              | Novello                                                          |
| 45.1 | 1902      | "Yea, cast me from height of the mountains"                      | canto polifonico | TTBB, parole tr. dall'Antologia greca (anon.) | Sir Walter Parratt | Alma Strettell                                 | Novello                                                          |
| 45.2 | 1902      | "Whether I find thee"                                            | canto polifonico | TTBB, parole tr. dall'Antologia greca (anon.) | Sir Walter Parratt | Andrew Lang                                    | Novello                                                          |
| 45.3 | 1902      | "After many a dusty mile"                                        | canto polifonico | TTBB, parole tr. dall'Antologia greca (anon.) | Sir Walter Parratt | Edmund Gosse                                   | Novello                                                          |
| 45.4 | 1902      | "It's oh! to be a wild wind"                                     | canto polifonico | TTBB, parole tr. dall'Antologia greca (anon.) | Sir Walter Parratt | William M. Hardinge                            | Novello                                                          |
| 45.5 | 1902      | "Feasting I watch"                                               | canto polifonico | TTBB, parole tr. dal poema di Marco Argentario | Sir Walter Parratt | Richard Garnett                                | Novello                                                          |
| 46   | 1901      | Concert Allegro                                                  | concertante      | per pianoforte, orchestra parte eventualmente aggiunta | scritto per Fanny Davies | —                                              | ?                                                                |
| 47   | 1904–05   | Introduzione e allegro                                           | orchestrale      | per archi (quartetto e orchestra) | Prof. S. S. Sanford, Yale University | —                                              | Novello                                                          |
| 48   | 1908      | Pleading                                                         | canzone          | voce e pianoforte, pubb. come Op. 48, No. 1, ma non esiste nessun'altra op. 48 | Lady Maud Warrender | Arthur L. Salmon                               | Novello                                                          |
| 48   | 1908      | Pleading                                                         | orchestrale      | arrangiamento con flauto, oboe, clarinetto, cornetta o violino solo | — | —                                              | Elgar Complete Works, Vol. 23                                    |
| 49   | 1902–03   | The Apostles                                                     | corale           | oratorio per soprano, contralto, tenore e tre bassi solisti, coro e orchestra, compilato dalle Scritture dal compositore | A.M.D.G. | Le Sacre Scritture                             | Novello                                                          |
| 50   | 1903–04   | In the South (Alassio)                                           | orchestrale      | concerto-ouverture | Leo F. Schuster | —                                              | Novello                                                          |
| 51   | 1901–06   | The Kingdom                                                      | corale           | oratorio per soprano, contralto, tenore e basso solisti, coro e orchestra, compilato dalle Scritture dal compositore | A.M.D.G. | Le Sacre Scritture                             | Novello                                                          |
| 52   | 1907      | "A Christmas Greeting"                                           | canto polifonico | canzone di Natale per 2 soprani, coro maschile ad lib, 2 violini e pianoforte | Dr. G. R. Sinclair e i coristi della Cattedrale di Hereford | C. Alice Elgar                                 | Novello                                                          |
| 53   | 1907      | Canzoni a quattro voci                                           | canto polifonico | Coro SATB non accomp. 1. "There is sweet Music" 2. "Deep in my Soul" 3. "O Wild West Wind" 4. "Owls (An Epitaph)" | — | —                                              | Novello                                                          |
| 53.1 | 1907      | "There is sweet Music"                                           | canto polifonico | Coro SSAATTBB non accomp. a quattro voci | Canon Gorton | Lord Tennyson                                  | Novello                                                          |
| 53.2 | 1907      | "Deep in my Soul"                                                | canto polifonico | Coro SATB non accomp. | Julia H. Worthington | Lord Byron                                     | Novello                                                          |
| 53.3 | 1907      | "O Wild West Wind"                                               | canto polifonico | Coro SATB non accomp. | Dr. W. G. McNaught | Shelley                                        | Novello                                                          |
| 53.4 | 1907      | "Owls (An Epitaph)"                                              | canto polifonico | Coro SATB non accomp. | — | Pietro d'Alba                                  | Novello                                                          |
| 54   | 1907      | "The Reveille"                                                   | canto polifonico | Coro TTBB non accomp. | Henry C. Embleton | Bret Harte                                     | Novello                                                          |
| 55   | 1907–08   | Sinfonia n. 1 in la bemolle                                      | orchestrale      | | Hans Richter, Mus. Doc. | —                                              | Novello                                                          |
| 56   | 1909      | "Angelus (Tuscany)"                                              | canto polifonico | Coro SATB non accomp. | Mrs. Charles Stuart-Wortley (Alice Stuart-Wortley, 'Windflower') | adattato dal dialetto toscano                  | Novello                                                          |
| 57   | 1909      | "Go, Song of Mine"                                               | canto polifonico | Coro SSAATB non accomp. | Alfred H. Littleton | Dante Gabriel Rossetti, tr. da Cavalcanti      | Novello                                                          |
| 58   | 1909      | Elegy                                                            | orchestrale      | orchestra d'archi | Rev. R. H. Haddon | —                                              | Novello                                                          |
| 59   | 1910      | Tre canzoni                                                      | canzone          | 1. e 2. non pubblicato 3. "Oh, soft was the song" 4. non pubblicato 5. "Was it some Golden Star?" 6. "Twilight" | — | Gilbert Parker                                 | —                                                                |
| 59.3 | 1910      | "Oh, soft was the song"                                          | canzone          | mezzosoprano e pianoforte o orchestra | — | Gilbert Parker                                 | Novello                                                          |
| 59.5 | 1910      | "Was it some Golden Star?"                                       | canzone          | mezzosoprano e pianoforte o orchestra | — | Gilbert Parker                                 | Novello                                                          |
| 59.6 | 1910      | "Twilight"                                                       | canzone          | mezzosoprano e pianoforte o orchestra | — | Gilbert Parker                                 | Novello                                                          |
| 60   | 1909–10   | Due canzoni                                                      | canzone          | 1. "The Torch" 2. "The River" | — | Pietro d'Alba                                  | —                                                                |
| 60.1 | 1909      | "The Torch"                                                      | canzone          | mezzosoprano e pianoforte o orchestra | Yvonne | Pietro d'Alba                                  | Novello                                                          |
| 60.2 | 1910      | "The River"                                                      | canzone          | mezzosoprano e pianoforte o orchestra 'Folk-Song (Eastern Europe) parafrasato da Pietro d'Alba' | — | Pietro d'Alba                                  | Novello                                                          |
| 61   | 1901–10   | Concerto per violino in si minore                                | concertante      | violino e orchestra | Fritz Kreisler | —                                              | Novello                                                          |
| 62   | 1910      | Concerto per fagotto (Romance)                                   | concertante      | fagotto (o violoncello) e orchestra | Edwin F. James | —                                              | Novello                                                          |
| 63   | 1909–11   | Sinfonia n. 2 in mi bemolle                                      | orchestrale      | | In memoria di Re Edoardo VII | —                                              | Novello                                                          |
| 64   | 1911      | "O Hearken Thou"                                                 | chiesa           | Coronation Offertorium "Intende voci orationis meæ", per coro e orchestra, per l'incoronazione di Re Giorgio V | Re Giorgio V | Salmo 5                                        | Novello                                                          |
| 65   | 1911      | Coronation March                                                 | orchestrale      | | Re Giorgio V | —                                              | Novello                                                          |
| 66   | 1911–12   | The Crown of India                                               | musiche di scena | Imperial Masque per contralto e basso solisti, coro e orchestra 1a. Introduzione, 1b. Misura sacra, 2. Danza di ragazze nautiche, 2a. L'India saluta le sue città, 3. Canzone: "Hail, Immemorial Ind!", 3a. Ingresso di Calcutta, 3b. Ingresso di Delhi, 4a. Introduzione, 4b. Marcia degli imperatori Mogul, 5. Ingresso di "John Company", 5a. Ingresso di San Giorgio, 6. Canzone: "The Rule of England", 7. Interludio, 8a. Introduzione, 8b. Danza del guerriero, 9. Le città di Ind, 11. L'incoronazione di Delhi, 12. "Ave Imperator!" anche Suite dalla Corona dell'India per orchestra             | — | Henry Hamilton                                 | Enoch                                                            |
| 67   | 1912      | "Great is the Lord"                                              | chiesa           | inno, coro SSAATB, assolo di basso e organo | Decano di Wells, J. Armitage Robinson, D.D. | Salmo 48                                       | Novello                                                          |
| 68   | 1913      | Falstaff                                                         | orchestrale      | studio sinfonico per orchestra, dopo Shakespeare, Re Enrico IV e V | Landon Ronald | —                                              | Novello                                                          |
| 69   | 1912      | The Music Makers                                                 | corale           | ode per contralto o mezzosoprano solista, coro SATB e orchestra | Nicholas Kilburn | Arthur O'Shaughnessy                           | Novello                                                          |
| 70   | 1914      | Sospiri                                                          | orchestrale      | orchestra d'archi, arpa e organo (o harmonium) | W. H. Reed | —                                              | Breitkopf & Härtel                                               |
| 71   | 1914      | Canzoni a due voci                                               | canto polifonico | Coro SATB non acc. 1. "The Shower" 2. "The Fountain" | — | —                                              | —                                                                |
| 71.1 | 1914      | "The Shower"                                                     | canto polifonico | Coro SATB non acc. | Miss Frances Smart | Henry Vaughan                                  | Novello                                                          |
| 71.2 | 1914      | "The Fountain"                                                   | canto polifonico | Coro SATB non acc. | W. Mann Dyson | Henry Vaughan                                  | Novello                                                          |
| 72   | 1914      | "Death on the Hills"                                             | canto polifonico | canto corale SATB non acc., parole tr. dal russo di Maikov | Lady Colvin | Rosa Newmarch                                  | Novello                                                          |
| 73   | 1914      | Canzoni a due voci                                               | canto polifonico | Coro SATB non acc. 1. "Love's Tempest" 2. "Serenade" | — | —                                              | —                                                                |
| 73.1 | 1914      | "Love's Tempest"                                                 | canto polifonico | Coro SATB non acc. words tr. from the Russian of Maikov | Prof. C. Sanford Terry | Rosa Newmarch                                  | Novello                                                          |
| 73.2 | 1914      | "Serenade"                                                       | canto polifonico | SATB non accomp., parole tr. dal russo di Maikov | Percy C. Hull | Rosa Newmarch                                  | Novello                                                          |
| 74   | 1914      | "Give unto the Lord"                                             | chiesa           | anthem SATB, organo e orchestra | Sir George Martin, M.V.O., Mus.D. | Salmo 29                                       | Novello                                                          |
| 75   | 1914      | Carillon                                                         | orchestrale      | recitazione con orchestra | — | Émile Cammaerts                                | Elkin                                                            |
| 76   | 1915      | Polonia                                                          | orchestrale      | preludio sinfonico | I. J. Paderewski | —                                              | Elkin                                                            |
| 77   | 1915      | Une voix dans le désert                                          | orchestrale      | recitazione con soprano solo e orchestra, include la canzone "Quand nos bourgeons se rouvriront" (Quando arriva la primavera) | — | Émile Cammaerts                                | Elkin                                                            |
| 77.1 | 1915      | "Quand nos bourgeons se rouvriront" (Quando arriva la primavera) | canzone          | da Une voix dans le désert, Op. 77 | — | Émile Cammaerts                                | Elkin                                                            |
| 78   | 1915–16   | The Starlight Express                                            | musiche di scena | baritono e soprano solisti e orchestra, musica di un'opera teatrale adattata da una storia A Prisoner in Fairyland di Algernon Blackwood, include le canzoni del suonatore di organo: 1. "To the Children" 2. "The Blue-Eyes Fairy" 3. "My Old Tunes" | — | Algernon Blackwood                             | Elkin                                                            |
| 79   | 1917      | Le drapeau belge (La bandiera belga)                             | orchestrale      | recitazione con orchestra, tr. Lord Curzon di Kedleston | — | Émile Cammaerts                                | Elkin                                                            |
| 80   | 1915–17   | The Spirit of England                                            | corale           | tenore o soprano solisti, coro e orchestra 1. The Fourth of August (1917) 2. To Women (1915) 3. For the Fallen (1915) | 'Alla memoria dei nostri uomini gloriosi, con un pensiero speciale per il reggimento del Worcestershire' | -                                              | Novello                                                          |
| 80.1 | 1917      | The Fourth of August                                             | corale           | tenore o soprano solisti, coro e orchestra, da The Winnowing Fan di Binyon | — | Laurence Binyon                                | Novello                                                          |
| 80.2 | 1915      | To Women                                                         | corale           | tenore o soprano solisti, coro e orchestra | — | Laurence Binyon                                | Novello                                                          |
| 80.3 | 1915      | For the Fallen                                                   | corale           | tenore o soprano solisti, coro e orchestra | — | Laurence Binyon                                | Novello                                                          |
| 80.3 | 1920      | With Proud Thanksgiving                                          | corale           | coro SATB e orchestra, una versione semplificata di For the Fallen, per la dichiarazione del Cenotafio | League of Arts | Laurence Binyon                                | Novello                                                          |
| 81   | 1917      | The Sanguine Fan                                                 | balletto         | musica da balletto per orchestra. Echo's Dance arranged per piano | — | —                                              | MS                                                               |
| 81   | 1917      | Echo's Dance                                                     | arrangiamento    | da The Sanguine Fan, Op. 81, arrangiato per pianoforte | — | —                                              | Elkin                                                            |
| 82   | 1918      | Sonata per violino in mi minore                                  | camera           | violino e pianoforte | 'M. J. -1918' (Marie Joshua) | —                                              | Novello                                                          |
| 83   | 1918      | Quartetto per archi in mi minore                                 | camera           | quartetto d'archi | Brodsky Quartet | —                                              | Novello                                                          |
| 84   | 1918–19   | Quintetto per pianoforte in la minore                            | camera           | quartetto d'archi e pianoforte | Ernest Newman | —                                              | Novello                                                          |
| 85   | 1918–19   | Concerto per violoncello in mi minore                            | concertante      | violoncello e orchestra | Sidney e Frances Colvin | —                                              | Novello                                                          |
| 86   | 1921–22   | Fantasia e Fuga in do minore (J. S. Bach)                        | arrangiamento    | trascrizione per orchestra, Fantasia 1921, Fugue 1922 | — | —                                              | Novello                                                          |
| 87   | 1930      | The Severn Suite                                                 | brass band       | trascritto per orchestra (1932)) 1. Introduction (Worcester Castle) 2. Toccata (Tournament) 3. Fugue (The Cathedral) (1923) 4. Minuet (Commandery) 5. Coda | G. Bernard Shaw | —                                              | R Smith                                                          |
| 87a  | 1933      | Organ Sonata No. 2                                               | tastiera         | arrangiamento di The Severn Suite per organo di Ivor Atkins | — | —                                              | Keith Prowse                                                     |
| 88   | 1932–34   | Sinfonia n. 3                                                    | orchestrale      | postumo Op. 88, schizzi, elaborati da Anthony Payne 1972–97 | — | —                                              | Boosey                                                           |
| 89   | 1933      | The Spanish Lady                                                 | opera            | libretto di Elgar e Sir Barry Jackson dopo Ben Jonson, pianificato in due atti ma incompleto, postumo. Suite per orchestra d'archi ed. Percy M. Young canzoni:1. "Modest and Fair" 2. "Still to be Neat" anche suite per archi ed. Young (1956) | — | Ben Jonson                                     | Elkin                                                            |
| 90   | 1909–25   | Piano Concerto                                                   | concertante      | piano e orchestra, postumo. Op. 90, sketches, 1909–25, elaborato da Robert Walker 1997 | — | —                                              | ?                                                                |
| 1001 | 1919      | The Smoking Cantata                                              | canzone          | baritono solista e orchestra | — | —                                              | ?                                                                |
|      | 1867      | Humoreske' una melodia di Broadheath'                            | piano            | in seguito usato per Fairies and Giants in The Wand of Youth, Suite No. 1, vedi Op. 1a | — | —                                              | —                                                                |
|      | 1867      | The Wand of Youth                                                | musiche di scena | musica per commedia per bambini, assemblata come due suite orchestrali nel 1907, vedi op. 1a e op. 1b | — | —                                              | —                                                                |
|      | 1868      | Kyrie Eleison in A                                               | chiesa           | coro SATB | — | —                                              | —                                                                |
|      | 1870      | Fugue in G minor                                                 | tastiera         | per organo [?], c. 1870, non terminato | — | —                                              | —                                                                |
|      | 1872      | "The Language of Flowers"                                        | canzone          | voce e pianoforte, non pubb. | 'La musica è composta e dedicata a mia sorella Lucy' | The Poetry by Percival                         | MS                                                               |
|      | 1872      | Chantant                                                         | tastiera         | piano solo | — | —                                              | MS                                                               |
|      | 1872      | Gloria                                                           | chiesa           | per coro ed organo, arr. usando la parte per pianoforte dell'Allegro dalla Sonata per violino in Fa, K.547 (Mozart) | — | —                                              | MS                                                               |
|      | 1873      | Credo                                                            | arrangiamento    | coro ed organo, temi dalle Sinfonie V VII e IX (Beethoven) "arr. Bernard Pappenheim" [commento di Elgar] | — | —                                              | MS                                                               |
|      | 1874      | Anthem                                                           | arrangiamento    | arr. per archi, con introduzione originale | — | —                                              | MS                                                               |
|      | 1875      | "The Self Banished"                                              | canzone          | soprano o tenore acc. pianoforte, non pubb. | — | Edmund Waller                                  | MS                                                               |
|      | 1876      | Salve Regina                                                     | chiesa           | in re, coro ed organo | — | —                                              | MS                                                               |
|      | 1876      | Tantum Ergo                                                      | chiesa           | in re, coro ed organo | — | Eucharistic hymn                               | MS                                                               |
|      | 1877      | "O Salutaris Hostia"                                             | chiesa           | in sol, basso solista ed organo | — | O Salutaris Hostia                             | MS                                                               |
|      | 1877      | Credo in mi minore                                               | chiesa           | coro ed organo | — | Nicene Creed                                   | MS                                                               |
|      | 1877      | Gloria                                                           | chiesa           | coro SATB ed organo | — | —                                              | MS                                                               |
|      | 1877      | Kyrie                                                            | chiesa           | coro STB | — | —                                              | MS                                                               |
|      | 1877      | Cinque pezzi famosi                                              | arrangiamento    | arr. come studi per violino, su suggerimento di Adolphe Pollitzer 1. Larghetto (Mozart) 2. Cavatina (Raff) 3. Romance (de Bériot) 4. Romance (Vieuxtemps) 5. Gigue (Ries) | — | —                                              | Schott                                                           |
|      | 1877      | Peckham March                                                    | camera           | Harmony Music per quintetto di fiati: 2 flauti, oboe, clarinetto e fagotto/violoncello vedi anche Op. 6.1 — Op. 6.6 | — | —                                              | MS                                                               |
|      | 1877      | Reminiscences                                                    | camera           | violino e pianoforte | O. G. | —                                              | MS                                                               |
|      | 1877      | Esercizio per il 3° dito                                         | camera           | violino solo | Jascha Heifetz (1920) | —                                              | MS                                                               |
|      | 1878      | Adeste Fideles (John F. Wade)                                    | arrangiamento    | arr. per orchestra | — | —                                              | MS                                                               |
|      | 1878      | Violin Sonata Op. 23, finale (Beethoven)                         | arrangiamento    | arr. per quintetto di fiati | — | —                                              | MS                                                               |
|      | 1878      | Concerto X (Corelli)                                             | arrangiamento    | arr. per quintetto di fiati | — | —                                              | MS                                                               |
|      | 1878      | Ariodante overture (Handel)                                      | arrangiamento    | arr. per piccola orchestra | — | —                                              | MS                                                               |
|      | 1878      | O ‘tis a glorious sight from Oberon (Weber)                      | arrangiamento    | arr. per piccola orchestra | F. G. Pedley | —                                              | MS                                                               |
|      | 1878      | Fantasia                                                         | camera           | violino e pianoforte, non terminato | — | —                                              | MS                                                               |
|      | 1878      | Fugue in D minor                                                 | camera           | oboe e violino | Frank Elgar and Karl Bammert | —                                              | MS                                                               |
|      | 1878      | quartetto d'archi in re                                          | camera           | non terminato | — | —                                              | MS                                                               |
|      | 1878      | quartetto d'archi in si bemolle                                  | camera           | non terminato | — | —                                              | MS                                                               |
|      | 1878      | Trio per archi in Do                                             | camera           | non terminato | — | —                                              | MS                                                               |
|      | 1878      | Trio                                                             | camera           | 2 violini e pianoforte, non terminato | — | —                                              | MS                                                               |
|      | 1878      | Allegro                                                          | camera           | oboe, violino, viola e violoncello, non terminato | — | —                                              | MS                                                               |
|      | 1878      | Menuetto (Scherzo)                                               | camera           | ricopiato 1930 | — | —                                              | MS                                                               |
|      | 1878      | Sinfonia in sol minore dopo Mozart                               | orchestrale      | esiste parte del primo movimento | — | —                                              | MS                                                               |
|      | 1878      | Introductory Overture for Christy Minstrels                      | orchestrale      | — | — | —                                              | MS                                                               |
|      | 1878      | "Brother, For Thee He Died" (Easter Anthem)                      | chiesa           | coro ed organo | — | —                                              | MS                                                               |
|      | 1878      | "Praise ye the Lord"                                             | chiesa           | melodia dell'inno, rivista come Good Morrow | — | —                                              |                                                                  |
|      | 1878      | "Now with the fast-departing light"                              | chiesa           | melodia dell'inno in sol, coro ed organo, 'Broadheath' | — | Edward Caswall                                 | MS                                                               |
|      | 1878      | "Hear Thy children"                                              | chiesa           | inno melodia in fa, coro ed organo, pub. 1896 come Drakes Broughton in Westminster Hymnal, e Parish Hymn Book (nn. 189/190), usato anche in Nursery Suite (Aubade) | — | Francis Stanfield                              | Cary                                                             |
|      | 1878      | "If She Love Me" (Temple Bar Rondeau)                            | canzone          | voce e pianoforte | — | —                                              | MS                                                               |
|      | 1878      | Powick Asylum Music (Minuetto in sol minore)                     | orchestrale      | minuetto per banda del Powick Asylum: flauto, clarinetto, 2 cornette, eufonio, bombardone, 1° e 2° violini, contrabbasso e pianoforte | — | —                                              | MS                                                               |
|      | 1879      | "Domine Salvam fac reginam"                                      | chiesa           | mottetto, coro ed organo | — | Latin hymn                                     | MS                                                               |
|      | 1879–84   | Powick Asylum Music                                              | orchestrale      | per banda per il Powick Asylum: 1. La Brunette (1879) 2. Die Junge Kokette (1879) 3. L'Assomoir (1879) 4. The Valentine (1879) 5. Maud (1880) 6. Paris (1880) 7. Nelly (1881) 8. La Blonde (1882) 9. Helcia (1883) 10. Blumine (1884) | — | —                                              | MS                                                               |
|      | 1879      | La Brunette                                                      | orchestrale      | 5 quadriglie per banda Powick Asylum: ottavino, flauto, clarinetto, 2 cornette, eufonio, bombardone, 1° e 2° violini, contrabbasso e pianoforte | Geo. Jenkins Esq. | —                                              | MS                                                               |
|      | 1879      | Die Junge Kokette                                                | orchestrale      | 5 quadriglie per banda Powick Asylum: ottavino, flauto, clarinetto, 2 cornette, bombardone, 1° e 2° violino, contrabbasso e pianoforte | Miss J. Holloway | —                                              | MS                                                               |
|      | 1879      | Two Polonaises                                                   | camera           | violino e pianoforte, non terminato | " J. H. [Miss J. Holloway] with esteem" | —                                              | MS                                                               |
|      | 1879      | L'Assomoir                                                       | orchestrale      | 5 quadriglie per banda Powick Asylum: flauto, clarinetto, 2 cornette, eufonio, bombardone, 1° e 2° violini, contrabbasso e pianoforte | — | —                                              | MS                                                               |
|      | 1879      | The Valentine                                                    | orchestrale      | 5 Lancieri per banda Powick Asylum: ottavino, flauto, clarinetto, 2 cornette, eufonio, bombardone, 1° e 2° violini, contrabbasso e pianoforte | — | —                                              | MS                                                               |
|      | 1879      | Minuet-grazioso                                                  | orchestrale      | perso o distrutto | — | —                                              |                                                                  |
|      | 1880      | Maud                                                             | orchestrale      | polka per banda Powick Asylum: ottavino, flauto, clarinetto, 2 cornette, eufonio, bombardone, 1 ° e 2 ° violini, contrabbasso e pianoforte | — | —                                              | MS                                                               |
|      | 1880      | Paris                                                            | orchestrale      | 5 quadriglie per banda Powick Asylum: ottavino, flauto, clarinetto, 2 cornette, eufonio, bombardone, 1° e 2° violini, contrabbasso e pianoforte 1. Châtelet 2. L'Hippodrome 3. Alcazar d'Été (Champs-Élysées) 4. La! Suzanne 5. Café des Ambassadeurs: "La femme de l'emballeur" | Miss J. Holloway, Powycke | —                                              | MS                                                               |
|      | 1880      | Sonata per violino in fa, K.547 (Mozart)                         | arrangiamento    | arr. come Gloria | — | —                                              | MS                                                               |
|      | 1880      | "O Salutaris Hostia"                                             | chiesa           | in fa, coro ed organo | — | O Salutaris Hostia                             | MS                                                               |
|      | 1880      | "O Salutaris Hostia"                                             | chiesa           | in mi bemolle, coro ed organo | — | O Salutaris Hostia                             | MS                                                               |
|      | 1881      | Fantasy on Irish Airs                                            | camera           | violino e pianoforte, non terminato | — | —                                              | MS                                                               |
|      | 1881      | Fuga in fa diesis minore                                         | camera           | incompleto – poi copiato per The Spanish Lady | — | —                                              | MS                                                               |
|      | 1881      | Nelly                                                            | orchestrale      | polka per banda Powick Asylum: ottavino, flauto, clarinetto, 2 cornette, eufonio, bombardone, 1° e 2° violino, viola, contrabbasso e pianoforte | Fras. Thos. Elgar | —                                              | MS                                                               |
|      | 1882      | La Blonde                                                        | orchestrale      | polka per banda Powick Asylum: ottavino, clarinetto, 2 cornette, trombone, bombardone, 1° e 2° violino, contrabbasso e pianoforte | 'H. J. W.' (Helen Weaver) | —                                              | MS                                                               |
|      | 1882      | Douce Pensée                                                     | camera           | violino, violoncello e pianoforte, pub. 1915 come Rosemary | — | —                                              | MS                                                               |
|      | 1882      | Suite in D                                                       | orchestrale      | 1. Mazurka 2. Intermezzo-Sérénade Mauresque 3. Fantasia gavotte 4. Marche – Pas Redoublé Revisionato 1899 come tre pezzi caratteristici (vedi Op.10) | — | —                                              | MS                                                               |
|      | 1882      | "O Salutaris Hostia"                                             | chiesa           | in mi bemolle, basso solista e organo | — | O Salutaris Hostia                             | MS                                                               |
|      | 1882      | Benedictus in sol                                                | chiesa           | per coro, organo e archi | — | —                                              | MS                                                               |
|      | 1882      | Four Litanies for the Blessed Virgin Mary                        | chiesa           | coro non accomp. | Fr. T. Knight, Society of Jesus, Worcester | —                                              | Cary                                                             |
|      | 1882      | Air de Ballet – Pastorale                                        | orchestrale      | perf. Worcester | — | —                                              | MS                                                               |
|      | 1882      | Marche – Pas Redoublé                                            | orchestrale      | perf. Worcester Marche incorporato in The Spanish Lady e Suite in re | — | —                                              | MS                                                               |
|      | 1882      | Air de Ballet                                                    | orchestrale      | perf. Worcester | — | —                                              | MS                                                               |
|      | 1883      | Scherzo (Schumann)                                               | arrangiamento    | arr. Scherzo da Overture, Scherzo and Finale, Op. 52, per pianoforte solista | — | —                                              | MS                                                               |
|      | 1883      | Entry of the Minstrels from Tannhaüser Act III, (Wagner)         | arrangiamento    | per pianoforte | — | —                                              | MS                                                               |
|      | 1883      | Helcia                                                           | orchestrale      | polka per banda Powick Asylum: ottavino, clarinetto, 2 cornette, eufonio, bombardone, 1 ° e 2 ° violino, viola, contrabbasso e pianoforte | — | —                                              | MS                                                               |
|      | 1884      | Blumine                                                          | orchestrale      | polka per banda Powick Asylum: clarinetto, 2 cornette, eufonio, bombardone, 1 ° e 2 ° violini, contrabbasso e pianoforte | — | —                                              | MS                                                               |
|      | 1884      | Griffinesque                                                     | tastiera         | pianoforte, pub. post. da Novello | — | —                                              | Novello                                                          |
|      | 1885      | "Clapham Town End"                                               | canzone          | voce bassa e pianoforte, arrangiamento di una vecchia canzone popolare dello Yorkshire, non pubb. "Una vecchia ballata dello Yorkshire presa dal canto del vecchio Tommy Kerr [?] come l'ebbe da suo nonno. Armonizzata in stretta conformità con lo spirito del tempo" [commento di Elgar], per il dott. C. W. Buck | — | trad.                                          | Young                                                            |
|      | 1884      | "A Soldier’s Song"                                               | canzone          | vedi "A War Song", Op. 5.1 | — | —                                              | —                                                                |
|      | 1885      | "Clapham Town End"                                               | arrangiamento    | vedi Clapham Town End, canzone | — | —                                              |                                                                  |
|      | 1885      | Gavotte                                                          | camera           | violino e pianoforte | Dr. C. W. Buck, Settle | —                                              | Schott                                                           |
|      | 1885      | Absent and Present (Maude Valérie White)                         | arrangiamento    | violoncello obbligato, nota finale - "Cotolette di aragosta! Oh!!!!!!" [commento di Elgar] | — | —                                              | MS                                                               |
|      | 1885      | Out on the Rocks (C. H. Dolby)                                   | arrangiamento    | violoncello obbligato | — | —                                              | MS                                                               |
|      | 1885      | Melody (C. W. Buck)                                              | arrangiamento    | accompagnamento al pianoforte per violoncello | — | —                                              | MS                                                               |
|      | 1885      | The Lakes overture                                               | orchestrale      | manoscritto perduto | — | —                                              |                                                                  |
|      | 1885      | Scottish Overture                                                | orchestrale      | manoscritto perduto | — | —                                              |                                                                  |
|      | 1886      | Berceuse, (G. F. Blackbourne)                                    | arrangiamento    | violino e pianoforte, pub. 1907 | — | —                                              | MS                                                               |
|      | 1886      | "Is she not passing fair?"                                       | canzone          | pub. 1908, Lay, tr. dalla poesia di Carlo Duca di Valois-Orléans (1391–1466) | — | Louisa Stuart Costello                         | Boosey                                                           |
|      | 1886      | Trio                                                             | camera           | violin, violoncello e pianoforte, solo un frammento del primo movimento, "Sans" | — | —                                              | MS                                                               |
|      | 1886      | Enina Valse                                                      | tastiera         | piano, datato Malvern Wells 21 dicembre 1886 | — | —                                              | MS                                                               |
|      | 1887      | Duetto per trombone e contrabbasso                               | camera           | trombone e contrabbasso, pub. 1970, ed. Rodney Slatford | Frank William Weaver, il giorno del suo matrimonio | —                                              | Yorke                                                            |
|      | 1888      | "As I laye a-thynkynge"                                          | canzone          | voce e pianoforte, le ultime righe di Thomas Ingoldsby | — | Thomas Ingoldsby                               | Beare                                                            |
|      | 1888      | "The Wind at Dawn"                                               | canzone          | voce e pianoforte | Dr. Ludwig Wüllner | C. Alice Roberts (Elgar)                       | Boosey                                                           |
|      | 1888      | Allegretto on G.E.D.G.E.                                         | camera           | violino e pianoforte | The Misses Gedge, Malvern Wells | —                                              | Schott                                                           |
|      | 1888      | "Ecce Sacerdos Magnus"                                           | chiesa           | coro ed organo | Hubert Leicester, Worcester | Liturgia (Ecce sacerdos magnus)                | Cary                                                             |
|      | 1888      | "O Salutaris Hostia"                                             | chiesa           | coro, scritto nel 1880 | — | O salutaris Hostia                             | Cary                                                             |
|      | 1888      | Liebesgruss                                                      | camera           | vedi Salut d'Amour, Op. 12 | — | —                                              | —                                                                |
|      | 1889      | Liebesahnung                                                     | camera           | vedi Mot d'Amour, Op. 13.1 | — | —                                              |                                                                  |
|      | 1889      | "Queen Mary's Song"                                              | canzone          | voce e pianoforte, ripubblicato nel 1907 in Seven Lieder | J. H. Meredith | Alfred Tennyson                                | Orsborn & Tuckwood, Ascherberg                                   |
|      | 1889      | Presto                                                           | tastiera         | piano | — | —                                              |                                                                  |
|      | 1890      | "Man"                                                            | canzone          | voce e pianoforte | — | —                                              |                                                                  |
|      | 1890      | Violin Concerto                                                  | concertante      | distrutto | — | —                                              |                                                                  |
|      | 1892      | "A Song of Autumn"                                               | canzone          | voce e pianoforte, ripubblicato nel 1907 in Seven Lieder | Miss Marshall | Adam Lindsay Gordon                            | Orsborn & Tuckwood, Ascherberg                                   |
|      | 1892      | "Like to the Damask Rose"                                        | canzone          | voce e pianoforte, ripubblicato nel 1907 in Seven Lieder | — | Simon Wastell o Francis Quarles                | Tuckwood, Ascherberg                                             |
|      | 1892      | "The Poet's Life"                                                | canzone          | voce e pianoforte, ripubblicato nel 1907 in Seven Lieder | — | Ellen Burroughs                                | Ascherberg                                                       |
|      | 1892      | "A spear, a sword"                                               | canzone          | voce e pianoforte, non pubb. | — | C. Alice Elgar                                 |                                                                  |
|      | 1892      | Mill-wheel Songs                                                 | canzone          | voce e pianoforte, non pubb. 1. "Winter" 2. "May (a rhapsody)" | — | C. Alice Elgar                                 |                                                                  |
|      | 1894      | "The Wave"                                                       | canzone          | voce e pianoforte, non pubb. | — | —                                              |                                                                  |
|      | 1894      | "Muleteer's Song"                                                | canzone          | voce e pianoforte | — | Barry Pain                                     |                                                                  |
|      | 1894      | Parsifal, Good Friday Music (Wagner)                             | arrangiamento    | per piccola orchestra, Worcester High School | — | —                                              |                                                                  |
| 30   | 1896      | "As torrents in summer"                                          | canto polifonico | SATB non accomp., da Scenes from the Saga of King Olaf, Op. 30, pubb. separatamente, | — | Longfellow                                     | Novello                                                          |
| 29   | 1896      | "Seek Him that maketh the Seven Stars"                           | canzone          | tenore solo e coro TTBB, da The Light of Life, op. 29, pubb. separatamente | — | Rev. E. Capel-Cure                             | Novello                                                          |
| 29   | 1896      | "Doubt not thy Father's care"                                    | canzone          | duetto, soprano e contralto, da The Light of Life, Op. 29, pubb. separatamente | — | Rev. E. Capel-Cure                             | Novello                                                          |
| 35   | 1897      | "The Sword Song"                                                 | canzone          | baritono, da Caractacus, Op. 35, pubb. separatamente | H.M Queen Victoria | H. A. Acworth                                  | Novello                                                          |
|      | 1897      | "Roundel: The little eyes that never knew Light"                 | canzone          | voce e pianoforte, composto nel 1887, non pubb. | — | A. C. Swinburne                                | MS                                                               |
|      | 1897      | "Grete Malverne on a Rocke"                                      | canto polifonico | Canto di Natale SATB senza acc., pubb. nel 1909 come Lo, Christ the Lord is born | — | trad.                                          | Christmas Card                                                   |
|      | 1898      | "The Holly and the Ivy"                                          | arrangiamento    | Canto di Natale, coro e orchestra | — | trad.                                          |                                                                  |
|      | 1898      | Festival March in C                                              | corale           | coro e orchestra, rimane solo un frammento | — | —                                              |                                                                  |
|      | 1898      | "Love alone will stay"                                           | canzone          | voce e pianoforte, pubblicato nel "The Dome", successivamente adattato come In Haven, n. 2 di Sea Pictures, Op. 37 | — | C. Alice Elgar                                 | Paternoster Press                                                |
|      | 1898      | "O Salutaris Hostia"                                             | chiesa           | coro non accomp., in Benediction Manual No. 47 di Tozer | — | O Salutaris Hostia                             | Cary                                                             |
|      | 1899      | "Dry those fair, those crystal eyes"                             | canzone          | voce e pianoforte | — | Henry King (poeta)                             | Charing + Hospital Bazaar                                        |
|      | 1899      | "To her beneath whose stedfast star"                             | canto polifonico | SATB non accomp., orchestrato nel 1902 | H.M. Queen Victoria | Frederic W. H. Myers                           | Macmillan                                                        |
| 12   | 1899      | "Woo thou, sweet Music"                                          | canzone          | voce e pianoforte, da Salut d’Amour, Op. 12, adattato da Max Laistner | — | A. C. Bunten                                   | Schott                                                           |
|      | 1899      | Sérénade Lyrique                                                 | orchestrale      | — | Orchestra di Ivan Caryll | —                                              | Chappell                                                         |
|      | 1900      | "Pansies"                                                        | canzone          | voce e pianoforte, da Salut d’Amour, Op. 12, adattato da Max Laistner | — | Percy E. Pinkerton                             | Schott                                                           |
|      | 1900      | "The Pipes of Pan"                                               | canzone          | voce e pianoforte | — | Adrian Ross                                    | Boosey                                                           |
|      | 1901      | "Always and Everywhere"                                          | canzone          | voce e pianoforte, dal polacco di Krasiński | — | F. H. Fortey                                   | Boosey                                                           |
|      | 1901      | "Come, Gentle Night!"                                            | canzone          | voce e pianoforte | — | Clifton Bingham                                | Boosey                                                           |
|      | 1901      | May-Song                                                         | tastiera         | piano, per orchestra (Elkin, 1928) | — | Mrs. T. Garmston Hyde                          | W. H. Broome Morrice Music Elkin                                 |
|      | 1901      | Emmaus (Herbert Brewer)                                          | arrangiamento    | orchestrazione | — | —                                              |                                                                  |
|      | 1902      | "Land of Hope and Glory"                                         | canzone          | voce e pianoforte o orchestra | — | A. C. Benson                                   | Boosey                                                           |
|      | 1902      | "O Mightiest of the Mighty"                                      | chiesa           | inno per l'incoronazione di Edoardo VII | H.R.H. Principe di Galles (later H.M. King Edward VII) | Rev. S. Childs Clarke                          | Novello                                                          |
|      | 1902      | "God Save the King"                                              | arrangiamento    | solisti, coro e orchestra | — | —                                              | Novello                                                          |
|      | 1903      | "Speak, my Heart!"                                               | canzone          | voce e pianoforte | — | A. C. Benson                                   | Boosey                                                           |
|      | 1903      | "Weary Wind of the West"                                         | canto polifonico | SATB senza acc. | — | T. E. Brown                                    | Novello                                                          |
|      | 1903      | Offertoire (Andante Religioso)                                   | camera           | violino e pianoforte, "Offertoire pour le violon, Gustave Francke (op 11), dédié à Serge Derval, Anvers" [nota di Elgar] | Serge Derval, Antwerp | —                                              | Boosey                                                           |
|      | 1903      | Skizze                                                           | tastiera         | piano, ripubbl. Novello | Prof. Julius Buths, Düsseldorf | —                                              | Supplemento musicale alla Neue Musikzeitung (Stoccarda), Novello |
| 50   | 1904      | Canto Popolare                                                   | camera           | viola e pianoforte, arrangiata dal compositore dal suo concerto-ouverture In the South (Alassio), op. 50 | — | —                                              | Boosey                                                           |
| 50   | 1904      | "In Moonlight"                                                   | canzone          | voce e pianoforte, adattato alla serenata per viola Canto Popolare dal concerto-ouverture In the South (Alassio), op. 50 | — | Shelley                                        | Boosey                                                           |
|      | 1905      | "Evening Scene"                                                  | canto polifonico | SATB non accomp. | In memoria di R. G. H. Howson | Coventry Patmore                               | Novello                                                          |
|      | 1905      | In Smyrna                                                        | tastiera         | piano, pub. "Queen's Christmas Carol Book", repub. Novello | — | —                                              | Daily Mail, Novello                                              |
|      | 1906      | Piece for Organ                                                  | tastiera         | organo, "For Dot's Nuns" [osservazione di Elgar] | — | —                                              |                                                                  |
|      | 1907      | Berceuse-Petit Reine (Victor Bérard)                             | arrangiamento    | violino e pianoforte | — | —                                              | Wilcocks (?) Ashdown                                             |
|      | 1907      | Andantino (Victor Bérard)                                        | arrangiamento    | violin, mandolino e chitarra "For the Barbers" [osservazione di Elgar], incompiuto | — | —                                              |                                                                  |
|      | 1907      | Two single chants per Venite in D and G                          | chiesa           | coro, in "New Cathedral Psalter" | — | —                                              | Novello                                                          |
|      | 1907      | Two double chants in re per i Salmi 68 e 75                      | chiesa           | coro, in "New Cathedral Psalter" | — | —                                              | Novello                                                          |
|      | 1907      | quartetto d'archi                                                | camera           | frammentario | — | —                                              |                                                                  |
|      | 1907      | "How calmly the evening"                                         | canto polifonico | SATB non accomp. | — | Thomas Toke Lynch                              | Novello                                                          |
|      | 1907      | Seven Lieder of Edward Elgar                                     | canzone          | voce e pianoforte 1. "Like to the Damask Rose" 2. "Queen Mary's Song" 3. "A Song of Autumn" 4. "The Poet's Life" 5. "Through the Long Days" 6. "Rondel" 7. "The Shepherd's Song" tutti pubblicati la prima volta nel 1889-1894 | — | —                                              | Boosey                                                           |
|      | 1908      | "Follow the Colours"                                             | canzone          | Canzone marcia per solista, pianoforte/orchestra/banda militare e coro maschile opzionale Ripubblicato nel 1914 | Worshipful Company of Musicians | Capt. W. de Courcy Stretton                    | Novello                                                          |
|      | 1908      | Marching Song                                                    | -                | vedi "Follow the Colours" | — | —                                              |                                                                  |
|      | 1908      | "Abide with me" (Ivor Atkins)                                    | arrangiamento    | anthem, rev. 1928 | — | —                                              |                                                                  |
|      | 1909      | "Lo! Christ the Lord is Born"                                    | chiesa           | Canto di Natale SATB non accomp., dopo Grete Malverne on a Rocke, 1897 | — | Shapcott Wensley                               | Novello                                                          |
|      | 1910      | "A Child Asleep"                                                 | canzone          | voce e pianoforte | Anthony Goetz | Elizabeth Barrett Browning                     | Novello                                                          |
|      | 1910      | "The King's Way"                                                 | canzone          | voce e pianoforte | — | C. Alice Elgar                                 | Boosey                                                           |
|      | 1910      | "They are at Rest"                                               | chiesa           | anthem per coro ed organo, eseg. al Mausoleo Reale per l'anniversario della morte della regina Vittoria | — | Cardinal Newman                                | Novello                                                          |
|      | 1911      | Passione secondo Matteo (J.S. Bach)                              | arrangiamento    | edizione esecutiva, con Ivor Atkins | — | —                                              | Novello                                                          |
|      | 1911      | Passione secondo Matteo (J.S. Bach)                              | arrangiamento    | due corali "O Mensch bewein dein Sünde Gross" BWV 622, "O Haupt voll Blut und Wunden" BWV 244, per 3 trombe, 4 corni, 3 tromboni e tuba | — | —                                              | MS                                                               |
|      | 1913      | "Callicles"                                                      | canzone          | Scena, destinata a Muriel Foster | — | Matthew Arnold                                 | —                                                                |
|      | 1913      | Carissima                                                        | orchestrale      | — | Winifred Stephens | —                                              | Elkin                                                            |
|      | 1914      | "Fear not, O Land"                                               | chiesa           | Harvest Anthem | — | Libro di Gioele                                | Novello                                                          |
|      | 1914      | "Arabian Serenade"                                               | canzone          | voce e pianoforte | — | Margery Lawrence                               | Boosey                                                           |
|      | 1914      | "The Chariots of the Lord"                                       | canzone          | voce e pianoforte | — | Rev. John Brownlie                             | Boosey                                                           |
|      | 1914      | "The Birthright"                                                 | canto polifonico | voci di ragazzi all'unisono acc. da trombe e tamburi o SATB non accomp. | — | George A. Stocks                               | Novello                                                          |
|      | 1914      | "The Merry-go-round"                                             | canzone          | canzone all'unisono acc. pianoforte, pubbl. in USA | — | Florence C. Fox                                | Silver Burdett                                                   |
|      | 1915      | Rosemary                                                         | orchestrale      | orchestrazione di Douce Pensée (1882) per piano trio | — | —                                              | Elkin                                                            |
|      | 1915      | "Quand nos bourgeons se rouvriront"                              | canzone          | vedi Une voix dans le désert, Op. 77 | — | —                                              | —                                                                |
|      | 1915      | "The Brook"                                                      | canto polifonico | canzone in due parti acc. piano, pub. USA | — | Ellen Soule                                    | Silver Burdett                                                   |
|      | 1915      | "The Windlass Song"                                              | canto polifonico | SATB non accomp., pub. USA | — | William Allingham                              | Silver Burdett                                                   |
|      | 1916      | "Fight for Right"                                                | canzone          | voce e pianoforte | Members of the Fight for Right Movement | William Morris                                 | Elkin                                                            |
|      | 1917      | "Ozymandias"                                                     | canzone          | voce e pianoforte | — | Shelley                                        | —                                                                |
|      | 1917      | The Fringes of the Fleet                                         | canzone          | canzoni per quattro baritoni e orchestra, 1. "The Lowestoft Boat (A Chanty)" 2. "Fate's Discourtesy" 3. "Submarines" 4. "The Sweepers" 5. "Inside the Bar (A Sailor's Song)" aggiunta in seguito | — | Rudyard Kipling                                | Enoch                                                            |
|      | 1917      | "The Lowestoft Boat (Un canto marinaresco)"                      | canzone          | quattro baritoni e orchestra, da The Fringes of the Fleet | — | Rudyard Kipling                                | Enoch                                                            |
|      | 1917      | "Fate's Discourtesy"                                             | canzone          | quattro baritoni e orchestra, da The Fringes of the Fleet | — | Rudyard Kipling                                | Enoch                                                            |
|      | 1917      | "Submarines"                                                     | canzone          | quattro baritoni e orchestra, da The Fringes of the Fleet | — | Rudyard Kipling                                | Enoch                                                            |
|      | 1917      | "The Sweepers"                                                   | canzone          | quattro baritoni e orchestra, da The Fringes of the Fleet | — | Rudyard Kipling                                | Enoch                                                            |
|      | 1917      | "Inside the Bar (A Sailor's Song)"                               | canzone          | quattro baritoni non accompagnati aggiunto a The Fringes of the Fleet, dedicato ai quattro cantanti | Charles Mott, Harry Barratt, Frederick Henry and Frederick Stewart | Gilbert Parker                                 | Enoch                                                            |
|      | 1918      | "Big Steamers"                                                   | canzone          | canzone all'unisono per bambini, acc. pianoforte | — | Rudyard Kipling                                | Teachers' World                                                  |
|      | 1922      | "Ye Holy Angels bright" (John Darwall)                           | arrangiamento    | accompagnamento orchestrale | — | —                                              |                                                                  |
|      | 1922      | "Jerusalem" (Parry)                                              | arrangiamento    | per coro e orchestra | — | William Blake                                  |                                                                  |
|      | 1923      | Arthur                                                           | musiche di scena | per uno spettacolo di Laurence Binyon | — | —                                              |                                                                  |
|      | 1923      | "The Wanderer"                                                   | canto polifonico | TTBB non accomp. | — | Anon., adapted from Wit and Drollery, 1661     | Novello                                                          |
|      | 1923      | "Zut, zut, zut!"                                                 | canto polifonico | TTBB non accomp. | — | Richard Marden                                 | Novello                                                          |
|      | 1923      | Memorial Chimes for a Carillon                                   | tastiera         | per l'apertura del Loughborough War Memorial Carillon | — | William Wooding Starmer                        | MS                                                               |
|      | 1923      | Overture in D minor (Handel)                                     | arrangiamento    | trascrizione per orchestra dell'Overture in D minor (Chandos Anthem "In the Lord put I my Trust", HWV247) | — | —                                              | Novello                                                          |
|      | 1923      | "O Lord,look down from Heaven" (Jonathan Battishill)             | arrangiamento    | accompagnamento orchestrale | — | —                                              | MS                                                               |
|      | 1923      | "Let us Lift up our Hearts" (S. S. Wesley)                       | arrangiamento    | accompagnamento orchestrale | — | —                                              | MS                                                               |
|      | 1924      | Empire March                                                     | orchestrale      | — | — | —                                              | Enoch                                                            |
|      | 1924      | Arthur: Suite                                                    | orchestrale      | per orchestra da camera (dalla musica di scena per Arthur di Binyon | — | —                                              | MS                                                               |
|      | 1924      | Pageant of Empire                                                | musiche di scena | solo songs, except No. 8 "A Song of Union" per SATB Nos. 5 and 7 were also later arranged per coro SATB; some also con orchestral accompaniment 1. "Shakespeare's Kingdom" 2. "The Islands (A Song of New Zealand)" 3. "The Blue Mountains (A Song of Australia)" 4. "The Heart of Canada" 5. "Sailing Westward" 6. "Merchant Adventurers" 7. "The Immortal Legions" 8. "A Song of Union" (brano a più voci SATB) | — | Alfred Noyes                                   | Enoch                                                            |
|      | 1924      | "Shakespeare's Kingdom"                                          | canzone          | voce solista e orchestra da Pageant of Empire | — | Alfred Noyes                                   | Enoch                                                            |
|      | 1924      | "The Islands (A Song of New Zealand)"                            | canzone          | voce solista e orchestra da Pageant of Empire | — | Alfred Noyes                                   | Enoch                                                            |
|      | 1924      | "The Blue Mountains (A Song of Australia)"                       | canzone          | voce solista e orchestra da Pageant of Empire | — | Alfred Noyes                                   | Enoch                                                            |
|      | 1924      | "The Heart of Canada"                                            | canzone          | voce solista, coro SATB e orchestra da Pageant of Empire | — | Alfred Noyes                                   | Enoch                                                            |
|      | 1924      | "Sailing Westward"                                               | canzone          | voce solista e orchestra da Pageant of Empire, successivamente arrangiato per coro SATB | — | Alfred Noyes                                   | Enoch                                                            |
|      | 1924      | "Merchant Adventurers"                                           | canzone          | solo voice e orchestra da Pageant of Empire | — | Alfred Noyes                                   | Enoch                                                            |
|      | 1924      | "The Immortal Legions"                                           | canzone          | voce solista e orchestra da Pageant of Empire, successivamente arrangiato per coro SATB | — | Alfred Noyes                                   | Enoch                                                            |
|      | 1924      | "A Song of Union"                                                | canto polifonico | coro SATB e orchestra da Pageant of Empire, trio di Empire March | — | Alfred Noyes                                   | Enoch                                                            |
|      | 1924      | March                                                            | camera           | violin, violoncello e pianoforte, inteso anche per orchestra | The Grafton family | —                                              |                                                                  |
|      | 1924      | "The Song of the Bull"                                           | canto polifonico | voci maschili e pianoforte, per la Cambridge University May Week | — | F. Hamilton                                    | —                                                                |
|      | 1925      | "The Herald"                                                     | canto polifonico | SATB non accomp. | — | Alexander Smith                                | Novello                                                          |
|      | 1925      | "The Prince of Sleep"                                            | canto polifonico | SATB non accomp. | — | Walter de la Mare                              | Elkin                                                            |
|      | 1927      | Civic Fanfare                                                    | orchestrale      | orchestra senza violini | Dr. Percy C. Hull | —                                              | MS                                                               |
|      | 1928      | May-Song                                                         | orchestrale      | dall'originale per pianoforte | — | —                                              |                                                                  |
|      | 1928      | Beau Brummel                                                     | musiche di scena | musica drammatica per un'opera di Bertram Matthews. Manoscritto della partitura per lo più mancante, tranne per il Minuetto, trovato nel 2006 c.ca. | — | Bertram P. Matthews                            | MS                                                               |
|      | 1928      | Minuet from Beau Brummel                                         | orchestrale      | arr. per orch. di Elgar: arr. per piano solo di Ernest Austin | — | —                                              | Elkin                                                            |
|      | 1928      | "I sing the Birth"                                               | chiesa           | Canto di Natale SATB non accomp. | Rev. Harcourt B. S. Fowler | Ben Jonson                                     | Novello                                                          |
|      | 1929      | "Good Morrow"                                                    | chiesa           | 'Un semplice canto per la felice guarigione di Sua Maestà, SATB non accomp. o acc. pianoforte | H.M. King George V | George Gascoigne                               | Novello                                                          |
|      | 1929      | "Jehova, quam multi sunt hostes mei" (Purcell)                   | arrangiamento    | accompagnamento orchestrale | — | —                                              | MS                                                               |
|      | 1930      | "It isnae me"                                                    | canzone          | voce e pianoforte | Joan Elwes | Sally Holmes                                   | Keith Prowse                                                     |
|      | 1930      | "XTC"                                                            | canzone          | voce e pianoforte | — | Edward Elgar                                   |                                                                  |
|      | 1930      | Soliloquy                                                        | camera           | oboe e pianoforte | — | —                                              |                                                                  |
|      | 1931      | Nursery Suite                                                    | orchestrale      | 1. Aubade (Awake) 2. The Serious Doll 3. Busy-ness 4. The Sad Doll 5. The Wagon (Passes) 6. The Merry Doll 7. Dreaming – Envoy (coda) | Le loro altezze reali la Duchessa di York e le principesse Elisabetta e Margaret Rose | —                                              | Keith Prowse                                                     |
|      | 1932      | Queen Alexandra's Memorial Ode                                   | corale           | "So many true Princesses who have gone", SATB e orchestra o banda militare | In memoria H.M. Regina Alexandra | John Masefield                                 | MS                                                               |
|      | 1932      | "The Woodland Stream"                                            | canzone          | canzone all'unisono | Stephen S. Moore | Charles Mackay                                 | Keith Prowse                                                     |
|      | 1932      | "The Rapid Stream"                                               | canzone          | canzone all'unisono | Stephen S. Moore, Worcester | Charles Mackay                                 | Keith Prowse                                                     |
|      | 1932      | "When Swallows Fly"                                              | canzone          | canzone all'unisono | Stephen S. Moore | Charles Mackay                                 | Keith Prowse                                                     |
|      | 1932      | Sonatina                                                         | tastiera         | pianoforte, sicuramente scritta molti anni prima | May Grafton | —                                              | Keith Prowse                                                     |
|      | 1932      | Adieu                                                            | tastiera         | pianoforte, sicuramente scritta molti anni prima, trascritta per violino by Szigeti | — | —                                              | Keith Prowse                                                     |
|      | 1932      | Serenade                                                         | tastiera         | pianoforte, sicuramente scritta molti anni prima | John Austin | —                                              | Keith Prowse                                                     |
|      | 1933      | Mina                                                             | orchestrale      | piccola orchestra | — | —                                              | Keith Prowse                                                     |
|      | 1933      | "Tarantella"                                                     | canzone          | baritono e orchestra, incompleta | — | Hilaire Belloc                                 | —                                                                |
|      | 1933      | Funeral March (Chopin)                                           | arrangiamento    | trascrizione per orchestra della marcia funebre dalla Sonata per pianoforte n. 2 in si bemolle minore op. 35 | — | —                                              | Keith Prowse                                                     |
|      | 1879      | Adagio Solenne                                                   | —                | vedi Five Intermezzos of Wind Quintets, Op 6.1, anche usato in Cantique, Op. 3 | — | —                                              | —                                                                |
|      | 1879      | Evesham Andante                                                  | —                | vedi Andante con Variazioni of Wind Quintets, Op. 6.5 | — | —                                              | —                                                                |
|      | 1879      | Mrs Winslow's soothing syrup                                     | —                | vedi Adagio Cantabile of Wind Quintets, Op. 6.6 | — | —                                              | —                                                                |
|      | 1892      | "Stars of the Summer Night"                                      | —                | vedi "Spanish Serenade", Op. 23 | — | —                                              | —                                                                |
|      | 1884      | Une Idylle                                                       | —                | vedi Idylle, Op. 4.1 | — | —                                              | —                                                                |
|      | 1894      | King Olaf                                                        | —                | vedi Scenes From The Saga Of King Olaf, Op. 30 | — | —                                              | —                                                                |
|      | 1896      | Lux Christi                                                      | —                | vedi The Light of Life, Op. 29 | — | —                                              | —                                                                |
| 34.1 | 1897      | Te Deum Laudamus                                                 | —                | vediTe Deum and Benedictus, Op.34 | — | Hymn                                           | —                                                                |
| 34.2 | 1897      | Benedictus                                                       | —                | vediTe Deum and Benedictus, Op.34 | — | Benedictus (Song of Zechariah)                 | —                                                                |
|      | 1899      | Enigma Variations                                                | —                | vedi Variations on an Original Theme (Enigma), Op. 36 | — | —                                              | —                                                                |
|      | 1902      | Enfants d'un Rêve                                                | —                | vedi Dream Children, Op. 43 | — | —                                              | —                                                                |
|      | 1911      | Coronation Offertorium                                           | —                | vedi "O Hearken Thou", Op. 64 | — | —                                              | —                                                                |
|      | 1911      | "Intende voci orationis meæ"                                     | —                | vedi "O Hearken Thou", Op. 64 | — | —                                              | —                                                                |
|      | 1915      | "When the spring comes round"                                    | —                | vedi "Quand nos bourgeons se rouvriront" | — | —                                              | —                                                                |
|      | 1915      | "A voice in the desert"                                          | —                | vedi "Une voix dans le désert", Op. 77 | — | —                                              | —                                                                |
|      | 1916      | The Belgian Flag                                                 | —                | vedi Le drapeau belge, Op. 79 | — | —                                              | —                                                                |
|      | 1932      | "So many true Princesses who have gone"                          | —                | vedi Queen Alexandra's Memorial Ode, 1932 | — | —                                              | —                                                                |